# Casa de' Salvi
La casa o palazzina de' Salvi è una palazzina residenziale a metà fra il Déco e lo stile razionalista di piazza della Libertà, nel rione Prati di Roma.

## Storia
Costruita tra il 1929 e il 1930 su progetto dell'architetto Pietro Aschieri, per conto della società anonima Aquila romana, è considerata il capolavoro in campo residenziale dell'architetto italiano. Alcuni elementi decorativi sono invece riconducibili a Ernesto Lapadula e Ernesto Puppo.
La palazzina, composta da 4 prospetti si affaccia su piazza della Libertà, sulle vie Virginio Orsini e Pompeo Magno e sul Lungotevere Michelangelo.